# André I van Kibangu
André I Mvizi a Mkanga was een Kinlaza-pretendenten voor de Kongolese troon tijdens de Kongolese Burgeroorlog en heerste gedurende korte tijd in 1685 over Kibangu.

## Levensloop
Als een van de twee belangrijkste Kinlaza-pretendenten, naast de rivaliserende koning van Lemba, belichaamde hij de politieke verdeeldheid binnen Kongo. Zijn overlijden in hetzelfde jaar initieerde een opvolgingscrisis die resulteerde in de troonsbestijging van Manuel Afonso en een daaropvolgende interne machtsstrijd binnen Kibangu.